# Grygorii Vovchynskyi
Grygorii Vovchynskyi est un fondeur et biathlète handisport ukrainien, né le 4 juillet 1988.

## Palmarès

### Ski de fond
| Épreuve / Édition   | relais open | 1 km (sprint) - style libre | 10 km (middle) - style libre | 20 km |
| ------------------- | ----------- | --------------------------- | ---------------------------- | ----- |
| JO 2010 Vancouver   | Argent      | 6e                          | Bronze                       | 15e   |
| JO 2014 Sotchi      |             | 9e                          | 16e                          |       |
| JO 2018 Pyeongchang | 5e          | 6e                          | Argent                       |       |

### Biathlon
| Épreuve / Édition   | 3 km (poursuite) | 7,5 km (sprint) | 12,5 km | 15 km |
| ------------------- | ---------------- | --------------- | ------- | ----- |
| JO 2010 Vancouver   | Bronze           |                 | Argent  |       |
| JO 2014 Sotchi      |                  | 8e              | 7e      | Or    |
| JO 2018 Pyeongchang |                  | 4e              |         | 4e    |